# Бек Беннетт
Крістофер Бек Беннетт (англ. Christopher Beck Bennett; нар. 1 жовтня 1984) — американський актор, комік та письменник, з 2013 року у постійному складі акторів музикально-гумористичної програми «Суботнього вечора в прямому ефірі» (Saturday Night Live). До роботи в «SNL» був впізнаваний завдяки рекламі компанії AT&T, скетчам у камеді-групі Good Neighbor та відео на власному каналі YouTube «Theatre of Life».

## Раннє життя
Беннет народився у містечку Вілметті штату Іллінойс у родині Сари та Енді Беннетта. Грав у виставах у Дитячому театрі Winnetka. Закінчив Нью-Трірську школу в 2003 році, у шкільній постановці Les Misérables він грав Жана Валжана. Бек відвідував приватну акторську школу при Університеті Південної Каліфорнії.

## Кар'єра

### Saturday Night Live
Беннетт дебютував у програмі «Saturday Night Live» під час її 39-го сезону 28 вересня 2013 року.
У пародійних репризах він грав таких персонажів як Ешлі Паркер Енжел, Хав'єр Бардем, Біл Белічік, Вульф Блітцер, Джеб Буш, Дрю Кері, Білл Клінтон, Гаррі Коннік-молодший, Саймон Ковелл, Бінг Кросбі, Тед Круз, Гільєрмо дель Торо, Сем Елліотт, Джим Гілмор, Роджер Гуддел, Марк Гальперін, Філіп Сеймур Гоффман, Пол Голлівуд, Метт Іземан, Ронні Джексон, Елтон Джон, Брайан Кілміад, Стів Крофт, Хауї Лонг, Аль Майклс, Мітч Макконнелл, Джим Нантц, Кевін О'Лірі, Нік Офферман, Майк Пенс, Володимир Путін, Джейк Таппер, Малкольм Тернбулл та Джордж Циммер.

## Фільмографія

### Кінематограф
| Рік  | Назва                  | Оригінальна назва              | Роль                         |
| ---- | ---------------------- | ------------------------------ | ---------------------------- |
| 2012 |                        | Kill Me Now                    | Тодд                         |
| 2013 |                        | Beside Still Waters            | Том                          |
| 2014 | Випускники             | Balls Out                      | Дік                          |
| 2015 |                        | The Party is Over              | Адам                         |
| 2016 | Зразковий самець 2     | Zoolander 2                    | Джефф Міллі (немає в титрах) |
| 2016 | Дін                    | Dean                           | Тревор                       |
| 2016 | Співай                 | Sing                           | Ленс (голос)                 |
| 2016 | Пізня квітка           | The Late Bloomer               | Люк                          |
| 2017 | Ведмідь із Бріґсбі     | Brigsby Bear                   | детектив Бандер              |
| 2018 | Єдиноріг               | The Unicorn                    | Тайсон                       |
| 2019 | Трава зеленіша         | Greener Grass                  | Нік                          |
| 2019 | Плюс один              | Plus One                       | Метт                         |
| 2019 | Angry Birds у кіно 2   | The Angry Birds Movie 2        | Бред Іглбергер, Генк (голос) |
| 2020 | Білл і Тед             | Bill & Ted Face the Music      | Дікон Логан                  |
| 2021 | Мітчелли супроти Машин | The Mitchells vs. the Machines | Ерік (голос)                 |
| 2023 | Німона                 | Nimona                         | сер Тодеус Сурблейд (голос)  |
| 2024 | Без глазурі            | Unfrosted                      | Барні Стайн                  |
| 2025 | Супермен               | Superman                       | Стів Ломбард                 |

### Вибрані телевізійні роботи
| Рік       | Назва                             | Оригінальна назва   | Роль                   |
| --------- | --------------------------------- | ------------------- | ---------------------- |
| 2013–2021 | Суботнього вечора в прямому ефірі | Saturday Night Live | разні                  |
| 2017–2021 | Качині історії                    | DuckTales           | Форсаж МакКряк (голос) |
| 2022–досі | Хом'як і Ґретель                  | Hamster & Gretel    | Хом'як (голос)         |
| 2023      |                                   | Killing It          | Джонні (3 епізоди)     |